# Tankuché
Tankuché es una localidad del estado mexicano de Campeche. Es parte del municipio de Calkiní.

## Toponimia
El nombre «Tankuché» proviene de los términos en maya tan, entre; k'uche, cedro. Su significado es «entre los cedros».

## Demografía
| Gráfica de evolución demográfica |
|                                  |

| Censo | Población |
| ----- | --------- |
| 1900  | 332       |
| 1910  | 673       |
| 1921  | 518       |
| 1930  | 529       |
| 1940  | 429       |
| 1950  | 461       |
| 1960  | 515       |
| 1970  | 502       |
| 1980  | 624       |
| 1990  | 804       |
| 2000  | 931       |
| 2010  | 1 006     |
| 2020  | 1 228     |